# Jenílson Ângelo de Souza
Jenílson Ângelo de Souza, művésznevén Júnior (Santo Antônio de Jesus, 1973. június 20. –) világbajnok brazil labdarúgóhátvéd.

## Pályafutása
Júnior főként brazil csapatokban töltötte karrierjét, ebből a két legjelentősebb időszak, 4-4 szezon a Palmeirashoz és a São Paulohoz kötődik.
Négy évet játszott Olaszországban is, a Parmánál és a Sienánál.
A brazil válogatottban 1996-ban mutatkozhatott be, 2002-ben pedig világbajnoki címet ünnepelhetett velük.
Klubkarrierje legnagyobb sikereit a São Paulonál aratta, ahol háromszoros brazil bajnok (2006, 2007, 2008), Copa Libertadores-győztes (2005) és klubvilágbajnok (2005) lett. Ezen kívül kupagyőztes a Parmával (2002) és a Palmeirasszal (1998). Júnior a Palmeirasszal is megnyerte a Copa Libertadorest, még 1998-ban.